# Carl Bonde
Conde Carl Gustaf Bonde (Estocolmo, 28 de abril de 1872 - 13 de junho de 1957) foi um adestrador e oficial sueco, campeão olímpico.

## Carreira
Carl Bonde representou seu país nos Jogos Olímpicos de 1912 e 1928, na qual conquistou a medalha de ouro no adestramento individual em 1912, e prata por equipes em 1928.